# Вирвенська сільська рада
Вирвенська сільська рада — колишня адміністративно-територіальна одиниця та орган місцевого самоврядування в Малинському районі Малинської, Коростенської, Волинської округ, Київської й Житомирської областей УРСР з адміністративним центром у селі Вирва.

## Населені пункти
Сільській раді на момент ліквідації були підпорядковані населені пункти:
- с. Вирва
- с. Садки
- х. Ірша

## Історія та адміністративний устрій
Утворена 1923 року в складі с. Вирва, пристанційного селища Ірша та слободи Бухтіївка Вишевицької волості Радомисльського повіту Київської губернії. 7 березня 1923 року увійшла до складу новоствореного Малинського району Малинської округи. Станом на 17 грудня 1926 року на обліку в раді перебуває залізнична станція Ірша.
Станом на 1 вересня 1946 року сільрада входила до складу Малинського району Житомирської області, на обліку в раді перебували села Вирва, Садки та х. Ірша.
30 вересня 1958 року, відповідно до рішення Житомирського облвиконкому «Про об'єднання сільських рад Малинського району», територію та населені пункти ради приєднано до складу Макалевицької сільської ради Малинського району Житомирської області.